# Bahnstrecke Lowell–Lawrence
| Streckenlänge: | 20 km                |                                           |                                           |
| Spurweite: | 1435 mm (Normalspur) |                                           |                                           |
| |                      |                                           |                                           |
| Gesellschaft: | PAR                  |                                           |                                           |
| \| \| \| von Lowell (Merrimack Street) \| \| \| \| 0,00 \| Lowell MA Bleachery \| Lowell MA Bleachery \| \| \| \| nach Boston \| \| \| \| \| nach Lowell Junction \| \| \| \| \| Concord River \| \| \| \| \| Interstate 495 \| \| \| \| \| Bay State Street Railway (Main Street) \| \| \| \| \| von Lowell \| \| \| \| 3,70 \| Wamesit MA (früher Wamesit-on-Mace) \| Wamesit MA (früher Wamesit-on-Mace) \| \| \| \| nach Lowell Junction \| \| \| \| 6,71 \| Tewksbury Center MA \| Tewksbury Center MA \| \| \| \| Anschluss Tewksbury State Hospital \| \| \| \| 8,00 \| Tewksbury Junction MA \| Tewksbury Junction MA \| \| \| \| nach Peabody \| \| \| \| 8,29 \| Lawrence Junction MA \| Lawrence Junction MA \| \| \| \| Strecke Lowell Junction–Lowell \| \| \| \| \| Bay State Street Railway (Lowell Street) \| \| \| \| 11,28 \| Haggetts \| Haggetts \| \| \| \| Interstate 495/Interstate 93 \| \| \| \| 14,68 \| West Andover MA \| West Andover MA \| \| \| \| Pikes Siding \| \| \| \| \| Bay State Street Railway (South Broadway) \| \| \| \| \| von Wilmington \| \| \| \| 18,31 \| South Lawrence MA (früher Keilbahnhof) \| South Lawrence MA (früher Keilbahnhof) \| \| \| \| nach Manchester \| \| \| \| \| nach Agamenticus \| \| \| \| \| Merrimack River \| \| \| \| ca. 20 \| Lawrence MA (Amesbury Street) \| Lawrence MA (Amesbury Street) \| |                      |                                           |                                           |
| Strecke |                      | von Lowell (Merrimack Street)             | von Lowell (Merrimack Street)             |
| Dienststation / Betriebs- oder Güterbahnhof | 0,00                 | Lowell MA Bleachery                       | Lowell MA Bleachery                       |
| Abzweig geradeaus und nach rechts |                      | nach Boston                               | nach Boston                               |
| Abzweig ehemals geradeaus und nach links |                      | nach Lowell Junction                      | nach Lowell Junction                      |
| Brücke über Wasserlauf (Strecke außer Betrieb) |                      | Concord River                             | Concord River                             |
| Strecke mit Straßenbrücke (Strecke außer Betrieb) |                      | Interstate 495                            | Interstate 495                            |
| Kreuzung geradeaus unten (Strecken außer Betrieb) |                      | Bay State Street Railway (Main Street)    | Bay State Street Railway (Main Street)    |
| Abzweig geradeaus und von links (Strecke außer Betrieb) · Abzweig ehemals quer und von links |                      | von Lowell                                | von Lowell                                |
| Bahnhof (Strecke außer Betrieb) · Dienststation / Betriebs- oder Güterbahnhof | 3,70                 | Wamesit MA (früher Wamesit-on-Mace)       | Wamesit MA (früher Wamesit-on-Mace)       |
| Strecke (außer Betrieb) · Strecke nach links |                      | nach Lowell Junction                      | nach Lowell Junction                      |
| Bahnhof (Strecke außer Betrieb) | 6,71                 | Tewksbury Center MA                       | Tewksbury Center MA                       |
| Abzweig geradeaus und von rechts (Strecke außer Betrieb) |                      | Anschluss Tewksbury State Hospital        | Anschluss Tewksbury State Hospital        |
| Bahnhof (Strecke außer Betrieb) | 8,00                 | Tewksbury Junction MA                     | Tewksbury Junction MA                     |
| Abzweig geradeaus, nach rechts und von rechts (Strecke außer Betrieb) |                      | nach Peabody                              | nach Peabody                              |
| Haltepunkt / Haltestelle (Strecke außer Betrieb) | 8,29                 | Lawrence Junction MA                      | Lawrence Junction MA                      |
| Kreuzung (Strecke geradeaus außer Betrieb) |                      | Strecke Lowell Junction–Lowell            | Strecke Lowell Junction–Lowell            |
| Kreuzung (Strecken außer Betrieb) |                      | Bay State Street Railway (Lowell Street)  | Bay State Street Railway (Lowell Street)  |
| Haltepunkt / Haltestelle (Strecke außer Betrieb) | 11,28                | Haggetts                                  | Haggetts                                  |
| Strecke mit Straßenbrücke (Strecke außer Betrieb) |                      | Interstate 495/Interstate 93              | Interstate 495/Interstate 93              |
| Haltepunkt / Haltestelle (Strecke außer Betrieb) | 14,68                | West Andover MA                           | West Andover MA                           |
| Betriebs-/Güterbahnhof Strecke bis hier außer Betrieb |                      | Pikes Siding                              | Pikes Siding                              |
| Kreuzung (Querstrecke außer Betrieb) |                      | Bay State Street Railway (South Broadway) | Bay State Street Railway (South Broadway) |
| Abzweig geradeaus und von rechts |                      | von Wilmington                            | von Wilmington                            |
| Dienststation / Betriebs- oder Güterbahnhof | 18,31                | South Lawrence MA (früher Keilbahnhof)    | South Lawrence MA (früher Keilbahnhof)    |
| Abzweig geradeaus, ehemals nach links und ehemals von links |                      | nach Manchester                           | nach Manchester                           |
| Abzweig ehemals geradeaus und nach rechts |                      | nach Agamenticus                          | nach Agamenticus                          |
| Brücke über Wasserlauf (Strecke außer Betrieb) |                      | Merrimack River                           | Merrimack River                           |
| Kopfbahnhof Streckenende (Strecke außer Betrieb) | ca. 20               | Lawrence MA (Amesbury Street)             | Lawrence MA (Amesbury Street)             |

Die Bahnstrecke Lowell–Lawrence (auch Lawrence Branch) ist eine Eisenbahnstrecke im Middlesex County und Essex County in Massachusetts (Vereinigte Staaten). Sie ist rund 20 Kilometer lang und verbindet die Städte Lowell, Tewksbury, Andover und Lawrence. Die normalspurige Strecke ist fast vollständig stillgelegt, lediglich einige Industrieanschlüsse in South Lawrence werden noch durch die Pan Am Railways bedient.

## Geschichte
Am 27. März 1846 erhielt die Lowell and Andover Railroad Company eine Konzession zum Bau und Betrieb einer Eisenbahnstrecke von Lowell über Tewksbury nach Lawrence. Die Gesellschaft wurde am 16. Oktober des Jahres formal aufgestellt und am 15. Februar 1848 in Lowell and Lawrence Railroad Company umbenannt. Der Streckenbau begann 1847 und am 1. Juli 1848 ging die Bahn von Lowell bis South Lawrence in Betrieb. Den Betrieb führte die Bahngesellschaft zunächst selbst, jedoch pachtete die Boston and Lowell Railroad, von deren Hauptstrecke die Bahn in Lowell abzweigte, die Strecke am 1. Oktober 1858 und führte nun den Betrieb. Sie erwarb die Strecke schließlich am 2. Juli 1879. 1880 eröffnete die Boston&Lowell einen eigenen Endbahnhof in Lawrence, um die Züge näher an die Innenstadt führen zu können, ohne die Gleise der Boston and Maine Railroad benutzen zu müssen, die der wichtigste Konkurrent der Boston&Lowell war. 
1887 pachtete die Boston&Maine jedoch die Boston&Lowell und übernahm auf der Strecke die Betriebsführung. Der Endbahnhof in Lawrence an der Amesbury Street wurde weiterhin genutzt. 1895 baute die Boston&Maine von ihrer teilweise parallel verlaufenden Bahnstrecke Lowell Junction–Lowell eine eigene Verbindungsstrecke nach Lowell Bleachery. Außerdem wurde in Wamesit ein Verbindungsgleis eingebaut. Die Züge aus Richtung Lawrence und Tewksbury benutzten nun zwischen Wamesit und Lowell Bleachery diese Strecke mit, die zweigleisig ausgebaut und geringfügig kürzer ist. Für gelegentlichen Güterverkehr blieb die alte Strecke zwischen Bleachery und Wamesit jedoch erhalten. 1924 stellte die Boston&Maine den Personenverkehr auf der Strecke ein. 1926 wurden daraufhin der Abschnitt von Tewksbury Center bis Pikes Siding sowie der Endbahnhof in Lawrence stillgelegt. 1936 folgte auch die kaum noch befahrene Strecke zwischen Bleachery und Wamesit. Schließlich wurde um 1983 auch die Strecke von Wamesit nach Tewksbury Center stillgelegt. Ein Güteranschluss östlich von Wamesit wurde noch einige Jahre länger bedient. Der verbleibende kurze Streckenabschnitt von Pikes Siding bis South Lawrence ging 1983 an die Guilford Transportation, die seit 2006 unter dem Namen Pan Am Railways firmiert.

## Streckenbeschreibung
Die Strecke zweigt im Güterbahnhof Lowell Bleachery aus der Hauptstrecke von Boston ab und führt zunächst ostwärts. Sie überquert den Concord River und erreicht nach knapp vier Kilometern den Bahnhof Wamesit, wo die Trasse die heute noch bestehende Strecke Lowell Junction–Lowell berührt. Ein 1895 gebautes Verbindungsgleis diente den nach Lowell fahrenden Zügen zum Übergang auf diese Strecke. Der Lawrence Branch führt nun weiter in südöstliche Richtung durch das Zentrum von Tewksbury, wo sich der Bahnhof Tewksbury Center befand. Hier biegt sie nach Nordosten ab und erreicht mit Tewksbury Junction einen wichtigen Knotenpunkt, wo die Strecke von Peabody in einem Gleisdreieck einmündete. Zum Umsteigen auf Züge dieser Strecke, die sowohl nach Lowell als auch nach Lawrence weiterfuhren, gab es am nördlichen Ende des Gleisdreiecks einen Haltepunkt Lawrence Junction. 
Ab hier führt die Trasse nach Norden weiter und kreuzt die Strecke Lowell Junction–Lowell. Am Bahnübergang der Lowell Street befand sich der Haltepunkt Haggetts. Die Bahn führt weiter am Westufer des Haggetts Pond entlang und biegt in Richtung Nordosten ab. Im weiteren Verlauf überdeckt heute das Autobahnkreuz der Interstate 495 und der Interstate 93 die Bahntrasse. Ein kurzes Stück weiter nördlich befand sich der Haltepunkt West Andover, der jedoch aufgrund der großen Entfernung zum Zentrum von Andover kaum genutzt wurde. Die Bahn verläuft nun weiter durch das Stadtgebiet von Lawrence. In Höhe der Glenn Street befindet sich der Industrieanschluss Pikes Siding, der nach wie vor bedient wird. Die Strecke erreicht dann den früheren Bahnhof South Lawrence. Dieser war als Keilbahnhof errichtet worden. Den westlichen Flügel bildete die Strecke von Lowell, den östlichen die Hauptstrecke der Boston&Maine. Kurz nach dem Gleisknoten in South Lawrence biegt die Strecke zum eigenen Endbahnhof der Boston&Lowell ab. Die Brücke dieses Abzweigs über den südlichen Kanal ist noch vorhanden, die über den Merrimack River ist jedoch abgebaut. Das Gelände des früheren Endbahnhofs neben der Amesbury Street ist überbaut.

## Personenverkehr
1869 verkehrten täglich drei Zugpaare Lowell–Tewksbury Junction–Salem sowie vier Zugpaare von Lowell nach Lawrence über die Strecke. In den 1870er Jahren wurden von der Boston&Lowell Zugläufe von Boston bzw. Wilmington nach Lawrence über Lawrence Junction eingeführt, die in Wilmington Junction auf die Bahnstrecke Richtung Tewksbury wechselten und über die Verbindungskurve nach dem Haltepunkt Salem Junction in Richtung Lawrence weiterfuhren. 1881 standen auf dieser Relation zehn Zugpaare zur Verfügung, mittwochs fuhr ein zusätzlicher Zug. Dazu kamen die weiterhin verkehrenden drei Zugpaare von Salem nach Lowell sowie fünf Züge von Lowell nach Lawrence. 
Deutlich gekürzt wurde das Angebot nach der Eröffnung mehrerer Überlandstraßenbahnen, die Lawrence, Tewksbury und Lowell verbanden. So verkehrten 1901 neben den drei Zügen von Salem und fünf Zügen von Lawrence nach Lowell auf der Strecke nur noch vier Zugpaare von Boston nach Lawrence, von denen bis 1916 weitere drei wegfielen. Sonntags ruhte der Personenverkehr auf der Strecke. Weitere Einschränkungen im Zuge des anwachsenden Individualverkehrs gab es nach Ende des Ersten Weltkriegs. 1920 fuhren nur noch je zwei Züge von Lawrence und Salem nach Lowell und das eine verbleibende Zugpaar von Boston über Wilmington Junction und Salem Junction verkehrte nur noch bis South Lawrence. Im August 1924 wurde der Personenverkehr eingestellt.